# The Brotherhood VI: Initiation
The Brotherhood VI: Initiation é um filme de horror lançado em 2009, dirigido pelo estadunidense David DeCoteau. O Filme faz parte da franquia The Brotherhood.